# Werner Zorn
Werner Zorn (Frankfurt am Main, 24 de setembro de 1942) é um cientista da computação e pioneiro da Internet alemão.

## Vida
Foi professor da Universidade de Karlsruhe. De 2001 a 2007 foi professor de sistemas de comunicação no Instituto Hasso Plattner em Potsdam.
Em 2013 foi induzido no Internet Hall of Fame pela Internet Society.

## Família
Werner Zorn é filho de Erich Zorn.